# 93. krilo
93. krilo, ranije poznata pod nazivom 93. zrakoplovna baza, zrakoplovna je postrojba Hrvatskog ratnog zrakoplovstva sa sjedištem u Zračnoj luci Zadar, Zemunik. Osnovana je 1992. godine. Nakon niza preustroja, postrojba je pod jednim okriljem zadržala svoju temeljnu zadaću u školovanju pilotskog kadra, ali se i profilirala u niz drugih zadaća: od gašenja požara iz zraka, preko zračnog nadzora ZERP-a do medicinskih letova, traganja i spašavanja.
Srodna postrojba dotadašnja 95. zb Divulje od početka 2008. godine djeluje kao Eskadrila transportnih helikoptera (ETA) u sastavu zemuničke baze.

## Ustrojstvo
Prema Dugoročnom planu razvoja OS RH 2006. – 2015. 93. krilo ima sljedeće ustrojstvo:
- Zapovjedništvo 93. krila
- Zapovjedna satnija
- Eskadrila transportnih helikoptera, u čijem se sastavu nalaze helikopteri Mi-8; Za potrebe ove eskadrile koristi se letjelište Divulje
- Protupožarna eskadrila, u čijem se sastavu nalaze avioni Canadair CL-415 te Air Tractor AT-802
- Eskadrila aviona, u čijem se sastavu nalaze avioni Zlin Z-242 i Pilatus PC-9
- Eskadrila helikoptera, u čijem se sastavu nalaze helikopteri Bell 206 i helikopter OH-58 D "Kiowa Warrior".
- Zrakoplovno-tehnička bojna

U sklopu baze djeluje i akro-grupa HRZ Krila Oluje.

## Međunarodna vojna suradnja
Tijekom dužeg niza godina u sklopu međunardne vojne suradnje u ovoj bazi su školovanje vršili i piloti iz Omana.

## Zapovjednici
Napomena: Popis zapovjednika je nepotpun
- Krešimir Jakovina (prvi zapovjednik zrakoplovne baze Zemunik)
- brigadir Ivan Gulišija[2]
- brigadni general Miroslav Kovač
- brigadir Karol Lučan (srpanj 2012. - listopad 2017.)[3]

- brigadir Mario Pleša (15. listopada 2017. – 14. svibnja 2018.)
- pukovnik Krešimir Ražov (1. lipnja 2018. – 30. lipnja 2019.)
- brigadir Mario Pleša (1. srpnja 2019. – 25. studenoga 2019.)
- brigadir Željko Ninić (26. studenoga 2019. - )[4]

## Zanimljivosti
Jednom godišnje 93. krilo ima Dane otvorenih vrata kada posjetitelji koji nisu vojno osoblje mogu vidjeti većinu opreme s kojom baza raspolaže a sve u svrhu da bi se približila javnosti i ukazala na važnost svih segmenata svog djelovanja same postrojbe.
21. ožujka 2016. godine 93. krilo je proslavilo na prigodnoj svečanosti svoju 24 obljetnicu postojanja te se tom prigodom prisjetila pripadnika postrojbe koji su tijekom Domovinskog rata položili živote na oltar domovine.
Pripadnici postrojbe koji su poginuli za vrijeme Domovinskog rata su:
- Marijan Grdović,
- Marin Jerak,
- Milan Mrdalj,
- Šime Smolić,
- Darko Torbarina i
- Mladen Veleslavić

## Vanjske poveznice
- Dugoročni plan razvoja OS RH 2006. - 2015.
- ZEMUNIK - 93. ZRAKOPLOVNA BAZA, Hrvatski vojnik, broj 233/2009.  Arhivirana inačica izvorne stranice od 25. travnja 2013. (Wayback Machine)